# Шри-Ланка на юношеских Олимпийских играх
Шри-Ланка принимает участие в юношеских Олимпийских играх: в летних Играх — начиная с Игр 2010 года, в зимних Играх — на настоящее время не принимали участия ни разу.
Спортсмены Шри-Ланки на всех юношеских Олимпийских играх выиграли в сумме 1 медаль, не золотую, медаль завоёвана на летних Играх; в неофициальном медальном зачёте спортивная делегация Шри-Ланки занимает 109-е место.

## Медальный зачёт

### Медали на летних юношеских Олимпийских играх
| Игры              | Участников | Золото | Серебро | Бронза | Всего | Место |
| 2010 Сингапур     | 7          | 0      | 0       | 0      | 0     | —     |
| 2014 Нанкин       | 9          | 0      | 0       | 0      | 0     | —     |
| 2018 Буэнос-Айрес | 13         | 0      | 0       | 1      | 1     | 83    |
| Всего             | Всего      | 0      | 0       | 1      | 1     | 109   |